# Corallium regale
Corallium regale är en korallart som beskrevs av Bayer 1956. Corallium regale ingår i släktet Corallium och familjen Coralliidae. Inga underarter finns listade i Catalogue of Life.